# KTM 525 EXC Racing
 (octobre 2024).
Si vous disposez d'ouvrages ou d'articles de référence ou si vous connaissez des sites web de qualité traitant du thème abordé ici, merci de compléter l'article en donnant les références utiles à sa vérifiabilité et en les liant à la section « Notes et références ».
La 525 EXC Racing est un modèle de motocyclette du constructeur KTM.

## Commercialisation
Ce modèle a été produit entre 2003 et 2007.

## Caractéristiques
- Boîte de vitesse : manuelle
- Carburant : essence
- Cylindrée : 525 cm3
- Puissance fiscale : 4 CV

Source : L'Argus